# WIRIS
WIRISは、数式を書き表したり編集したり、数学の問題に応用したり、そして直交座標系においてグラフを表示したりできるものであるプロプライエタリなHTMLベースのJavaScriptのツールのひと組である。WIRISエディタはMathMLとLaTeXの両方をサポートする、サーバー側の負荷の小さな、ネイティブなブラウザー・アプリケーションである。